# 헨리 나우웬

헨리 나우웬(Henri Jozef Machiel Nouwen, 1932년 ~ 1996년)은 네덜란드 출신의 로마 가톨릭사제이자 사목신학자이며 그리스도교 영성가로도 널리 알려져 있다. 토머스 머튼, 렘브란트, 빈센트 반 고흐, 장 바니에 등의 영향 아래 자신의 전공인 심리학을 바탕으로 활발한 강연 활동을 펼쳤으며 다양한 주제에 관한 저술을 남겼다.

## 생애
1932년 네덜란드 네이케르크에서 태어났다. 1950년 사제가 되기 위해 드리에베르겐 근처 리젠버그에 있는 대 신학교로 옮겨서 6년간의 학위과정(2년은 철학, 4년은 신학)을 이수한 뒤 1957년 위트레헤트의 성 캐서린 성당에서 사제서품을 받았다(이후 평생 위트레흐트 대교구의 사제로 남았다). 1957년 9월, 임상심리학 박사과정을 위해 네이메헨 가톨릭대학교에서 공부해 닥터란더스('박사학위 과정 중에 있는 사람'이라는 뜻으로 영국이나 미국의 박사학위와 동등하지 않다) 학위를 받았다. 이후 칼 메닝거 재단의 도움으로 미국에 갔고 노틀담 대학교의 목회심리학 객원교수로 활동한 뒤 다시 네이메헨으로 돌아와 사목 신학, 심리학, 사회학, 교리교수학 시험을 통과해 또 다른 닥터란더스 학위를 받았다. 이 시기에 쓴 몇몇 글들은 학계와 출판계의 주목을 받았고 예일 대학교 신학 대학원에서 사목신학을 가르치게 되었으며 사목신학 분야 종신교수가 되었다. 1970년대에는 예일 대학교에서 강의를 하다 안식년이 되면 제네시에 있는 트라피스트 수도원에서 생활을 했으며 페루에서 빈민들과 생활한 적도 있다. 1982년 하버드 대학교 신학 대학원에 초빙을 받아 매해 6개월만 가르치고 나머지 시간에는 다른 일을 할 자유를 얻을 수 있기로 한 뒤 신학 교수로 임명받고 강의를 했다. 1985년 장 바니에의 초대로 프랑스 트로슬리에 있는 라르쉬 공동체에서 1년간 생활을 하고 자신의 소명이 교수가 아닌 다른 곳에 있음을 깨닫고 1986년 캐나다 토론토 근처에 있는 라르쉬 데이브레이크 공동체에서 영성지도자이자 사제로 활동했다. 1996년 64세의 나이로 네덜란드 힐베르쉼에 잠들었다.

## 내적갈등
마이클 앤드루 포드(Michael Andrew Ford) 가 쓴 나우웬의 자서전 《헨리 나우웬의 초상》에 그는 어릴적부터 동성애 애욕에 내적인 갈등을 겪곤 했다고 한다. 그는 삶의 후반기에 자신의 동성애 성향에 대한 갈등을 공개하고픈 유혹과 압력을 받았다. 그러나 친구들은 그의 영성가로서의 명성에 치명적이 될 수 있다며 공개를 말렸다.

## 헨리 나우웬 저서 목록
- Intimacy : Pastoral Psychological Essays (San Francisco: HarperSanFrancisco, 1969). 『친밀함』(윤종석 옮김, 두란노, 2011)
- Creative Ministry : Beyond Professionalism in Teaching, Preaching, Counseling, Organizing and Celebrating (New York: Doubleday Image Books, 1971). 『영성의 씨앗』(송인설 옮김, 그루터기 하우스, 2003)
- With Open Hands (Notre Dame: Ave Maria Press, 1972). 『열린 손으로』(조현권 옮김, 성바오로출판사, 2003)
- The Wounded Healer : Ministry in Comtemporary Society (New York: Doubleday Image Books, 1972.) 『상처 입은 치유자』(최원준 옮김, 두란노, 2011)
- Thomas Merton: Contemplative Critic (Chicago: Triumph Books, 1972). 『기도의 사람 토머스 머튼』(김기석 옮김, 청림출판, 2008)
- Out Of Solitude : Three Meditations on the Christian Life (Notre Dame:Ave Maria Press, 1974). 『나홀로 주님과 함께』(신선명 옮김, 아침영성지도연구원, 2006)
- Aging : The Fulfillment of Life (New York: Doubleday Image Books, 1974). 『나이 든다는 것』(최종훈 옮김, 포이에마, 2014)
- Reaching out: Three Movements of The Spiritual Life (New York: Doubleday Image Books, 1975). 『영적 발돋움』(이상미 옮김, 두란노, 2007)
- Genesee Diary : Report From a Trappist Monastery (New York: Doubleday Image Books, 1976). 『제네시 일기』(최종훈 옮김, 포이에마, 2010)
- The Living Reminder: Service and Prayer in Memory of Jesus Christ (SanFrancisco: HarperSanFrancisco, 1977). 『예수님을 생각하게 하는 사람』(피현희 옮김, 두란노, 2011)
- Clowning In Rome: Reflections on Solitude, Celibacy, Prayer and Contemplation (Westminster, Md.: Christian Classics, 1979). 『로마의 어릿광대』(김광식 옮김, 가톨릭대학교출판부, 2007)
- In Memoriam. Notre Dame: Ave Maria Press, 1980. 『소중한 추억 나의 어머니』(성바오로출판사, 1993)
- Making All Things New: An Invitation to the Spiritual Life (San Francisco: HarperSanFrancisco, 1981). 『모든 것을 새롭게』(윤종석 옮김, 두란노, 2012)
- The Way Of The Heart: Desert Spirituality and Contemporary Ministry (New York: Ballantine Books, 1981). 『마음의 길』(윤종석 옮김, 두란노, 2011)
- A Cry For Mercy: Prayers from the Genesee (Maryknoll, N.Y.: Orbis Books, 1981). 『긍휼을 구하는 기도』(이지혜 옮김, 포이에마, 2014)
- A Letter of Consolation (San Francisco: HarperSanFrancisco, 1982). 『위로의 편지』(이지혜 옮김, 가톨릭출판사, 2004)
- Compassion: A Reflection on the Christian Life (New York: Doubleday Image Books, 1982). 『긍휼』(김성녀 옮김, IVP, 2002)
- ¡Gracias!: A Latin American Journal (San Francisco: Harper and Row, 1983). 『소명을 찾아서』(이숙희 옮김, 성요셉출판사, 1998)
- Love in a Fearful Land: A Guatemalan Story (Notre Dame: Ave Maria Press,1985).
- Lifesigns: Intimacy, Fecundity, and Ecstasy in Christian Perspective (New York: Doubleday Image Books, 1986). 『두려움을 떠나 사랑의 집으로』(양혜원 옮김, 포이에마, 2013)
- Behold the Beauty of the Lord: Praying with Icons (Notre Dame: Ave Maria Press, 1987). 『주님의 아름다우심을 우러러』(이미림 옮김, 분도출판사, 1989)
- The Road to Daybreak : A spiritual Journey (New York: Doubleday Image Books, 1988). 『데이브레이크로 가는 길』(최종훈 옮김, 포이에마, 2014)
- Letters To Marc About Jesus (San Francisco: HarperSanFrancisco, 1988). 『헨리 나우웬의 영성편지』(윤종석 옮김, 복 있는 사람, 2003)
- Seeds of Hope : a Henri Nouwen Reader ed. Robert Durback. (New York: Bantam Books, 1989). 『희망의 씨앗』(두란노, 2001)
- In the name of Jesus : Reflections on Christian Leadership (New York: Crossroad Publishing Company, 1989). 『예수님의 이름으로』(두란노, 2008)
- Heart Speaks to Heart : Three Prayers to Jesus (Notre Dame: Ave Maria Press, 1989). 『나의 마음이 님의 마음에다』(성바오로출판사, 1999)
- Walk With Jesus: Stations of the Cross (Maryknoll, N.Y.: Orbis Books, 1990). 『마음의 길』(김명희 옮김, IVP, 2000)
- Beyond The Mirror: Reflections on Death and Life (New York: Crossroad Publishing Company, 1990). 『거울 너머의 세계』(윤종석 옮김, 두란노, 2012)
- Show Me The Way: Readings For Each Day of Lent (New York: Crossroad, 1992).
- Life of the beloved : Spiritual Living in a Secular World (New York: Crossroad Publishing Company, 1992). 『이는 내 사랑하는 자요』(김명희 옮김, IVP, 2002)
- The Return of the Prodigal Son : A Meditation on Fathers, Brothers, and Sons (New York: Doubleday Image Books, 1992). 『탕자의 귀향』(최종훈 옮김, 포이에마, 2009)
- Jesus & Mary: Finding Our Sacred Center (Cincinnati: St. Anthony Messenger Press, 1993).
- Here and Now: Living in the Spirit (New York: Crossroad Publishing Company, 1994). 『여기 지금 우리와 함께 하시는 하나님』(장미숙 옮김, 은성, 2013)
- Our Greatest Gift: A Mediation on Dying and Caring (San Francisco: HarperSanFrancisco, 1994). 『죽음, 가장 큰 선물』(홍성사, 2008)
- With Burning Hearts: A Meditation on the Eucharisric Life (Maryknoll, N.Y.: Orbis Books, 1994). 『뜨거운 마음으로』(정한교 옮김, 분도출판사, 1997)
- Ministry and Spirituality (New York: Continuum, 1996).
- The Inner Voice of Love : A Journey through Anguish to Freedom (New York: Doubleday, 1996). 『마음에서 들려오는 사랑의 소리』(한정아 옮김, 바오로딸, 1998)
- Can You Drink This Cup? (Notre Dame: Ave Maria Press, 1996). 『이 잔을 들겠느냐』(한정아 옮김, 바오로딸, 1998)
- Sabbatical Journey (New York: Crossroad Publishing Company, 1997). 『안식의 여정』(윤종석 옮김, 복 있는 사람, 2001)
- Adam, God’s beloved (Maryknoll, N.Y.: Orbis Books, 1997). 『아담 : 하나님이 사랑하신 자』(김명희 옮김, IVP, 1998)
- Bread for the Journey: A Daybook of Wisdom and Faith (San Francisco: HarperSanFrancisco, 1997). 『영혼의 양식』(박동순 옮김, 두란노, 2009)
- Mornings with Henri J. M. Nouwen : readings and reflections ed. Sue Mosteller. Ann Arbor, Mich. : Charis Books, 1997. 『나우웬과 함께하는 아침』(IVP, 2017)
- The Road to Peace ed. John Dear, (S.J. Maryknoll, N.Y.: Orbis Books, 1998). 『평화에 이르는 길』(조세종 옮김, 성바오로출판사, 2004)
- Peacework: Prayer, Resistance, Community ed. John Dear (S.J. Maryknoll, N.Y.: Orbis Books, 1998). 『평화에 이르는 길』(김정수 옮김, 성바오로출판사, 2014)
- The Only Necessary Thing : Living a Prayerful Life. ed. Wendy Wilson Greer (New York: Crossroad Publishing Company, 1999). 『꼭 필요한 것 한가지, 기도의 삶』(윤종석 옮김, 복 있는 사람, 2008)
- Finding My Way Home: Pathways to Life and the Spirit ed. Sue Mosteller. (New York: Crossroad Publishing Company, 2001). 『영성에의 길』(김명희 옮김, IVP, 2002)
- Jesus: A Gospel ed. Michael O’Lauglin. (Maryknoll, N.Y.: Orbis Books, 2001). 『예수, 우리의 복음』(윤종석 옮김, 복 있는 사람, 2002)
- Turn My Mourning into Dancing : Moving through Hard Times with Hope ed. Timothy Jones. (Nashville, Tenn.: W Pub. Group, 2001). 『춤추시는 하나님』(윤종석 옮김, 두란노, 2011)
- Eternal Seasons: A Liturgical Journey with Henri J.M. Nouwen ed. Michael Andrew Ford (Notre Dame: Sorin Books, 2003. 『영원한 계절』(최규택 옮김, 그루터기 하우스, 2005)
- Words of Hope and Healing: 99 Sayings by Henri Nouwen ed. Jeff Imach. (Hyde Park, N.Y.:New City Press 2005).
- Our Second Birth: Christian Reflections on Death and New Life (New York: Crossroad Publishing Company, 2006). 『헨리 나웬의 마지막 일기』(성찬성 옮김, 바오로딸, 1998)
- The Dance of Life: Weaving Sorrows and Blessings Into One Joyful Step ed. Michael Andrew Ford. (Notre Dame: Ave Maria Press, 2006). 『살며 춤추며』(이현주 옮김, 바오로딸, 2010)
- Spiritual Direction : Wisdom for the Long Walk of Faith ed. Michael J. Christensen and Rebecca J. Laird. (San Francisco: HarperSanFrancisco, 2006). 『영성 수업』(윤종석 옮김, 두란노, 2007)
- The Selfless Way Of Christ: Downward Mobility and the Spiritual Life (Maryknoll, N.Y.: Orbis Books, 2007). 『세상의 길, 그리스도의 길』(IVP, 2003)
- Home Tonight: Further Reflections on the Parable of the Prodigal Son ed. Sue Mosteller. New York: Doubleday, 2009. 『탕자의 귀향』(최종훈 옮김, 포이에마, 2010)
- Spiritual formation : Following the Movements of the Spirit ed. Michael J. Christensen and Rebecca J. Laird. (New York: HarperOne, 2010). 『두려움에서 사랑으로』(윤종석 옮김, 두란노, 2011)
- A Spirituality of Fundraising ed. John S. Mogabgab. (Nashville, Tenn.: Upper Room Books, 2011). 『모금의 영성』(김한성 옮김, 포이에마, 2018)
- A Spirituality of Living ed. John S. Mogabgab. (Nashville, Tenn.: Upper Room Books, 2011). 『삶의 영성』(윤종석 옮김, 두란노, 2013)
- A Spitituality of Caregiving ed. John S. Mogabgab. (Nashville, Tenn.: Upper Room Books, 2011). 『돌봄의 영성』(윤종석 옮김, 두란노, 2014)
- Finding Our Sacred Center: A Journey to Inner Peace (New London: Twenty-Third Publications, 2011).
- A Spirituality of Homecoming ed. John S. Mogabgab. (Nashville, Tenn.: Upper Room Books, 2012). 『귀향의 영성』(윤종석 옮김, 두란노, 2013)
- Discernment: Reading the Signs of Daily Life. ed. Michael J. Christensen and Rebecca J. Laird. New York: HarperOne, 2013. 『분별력』(이은진 옮김, 포이에마, 2016)

## 헨리 나우웬 관련 도서 목록
- 『헨리 나우웬 - 상처 받은 인간, 상처 입은 치유자』(윌리엄 러들 지음, 이은실 옮김, 비아 (출판사), 2015)
- 『상처 입은 예언자 헨리 나우웬』(마이클 앤드루 포드 지음, 김명희 옮김, 포이에마, 2014)
- 『헨리 나우웬의 하나님 찾기 - 생명의 수레바퀴를 돌려라』(조나단 뱅손, 가브리엘 언쇼 등 지음, 박일준 옮김, 동명사, 2011)
- 『헨리 나우웬 내 영혼의 친구 - 헨리 나우웬의 생애 스케치』(베스 포터 지음, 신현복, 신선명 옮김, 아침영성지도연구원, 2010)
- 『그의 삶 그의 꿈 헨리 나우웬』(마이클 오로린 지음, 마영례 옮김, 가치창조, 2008)
- 『하느님의 연인 헨리 나웬』(마이클 오래플린 지음, 서한규 옮김, 분도출판사, 2008)
- 『헨리나우웬과 영성』(드아드르 라누에 지음, 유해룡 옮김, 예영커뮤니케이션, 2003)

## 같이 보기
- C. S. 루이스